# Saint Thomas (Barbados)
Saint Thomas è una parrocchia di Barbados, situata nella parte centrale dell'isola. È con la parrocchia di Saint George una delle due che non si affacciano sul mare.
Ospita due chiese dei Moravi: la Clifton Hill Moravian Church e la Sharon Moravian Church.